# Wiebke Esdar

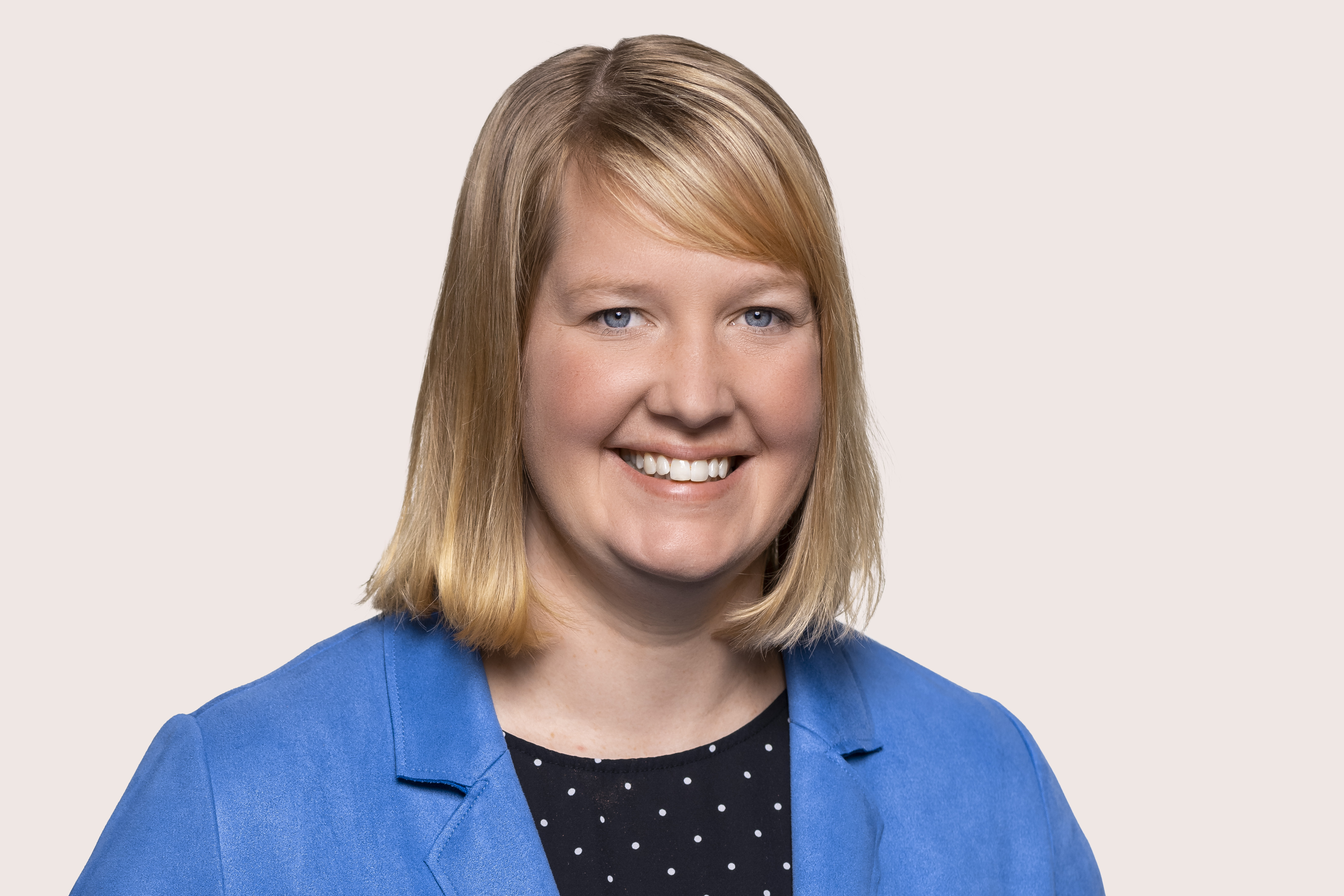
Wiebke Esdar (2021)

Wiebke Esdar (* 11. Februar 1984 in Bielefeld) ist eine deutsche Politikerin (SPD) und seit 2017 Mitglied des Deutschen Bundestages. Seit 2022 ist sie zudem Sprecherin der Parlamentarischen Linken innerhalb der SPD-Bundestagsfraktion.

## Leben
Wiebke Esdar wurde 1984 in Bielefeld geboren. 2003 schloss sie das Abitur am Helmholtz-Gymnasium ab. Anschließend studierte sie an der Universität Bielefeld Psychologie, welches sie 2010 mit dem Diplom abschloss, sowie Sozialwissenschaften und Geschichte auf Bachelor. Daraufhin arbeitete sie an einem Forschungsprojekt zur Verbesserung der universitären Lehre, wonach sie ein Promotionsstipendium der Hans-Böckler-Stiftung und eine Stelle am Lehrstuhl für pädagogische Psychologie bekam. 2015 promovierte sie zu dem Thema „Eine quantitative und qualitative Untersuchung zu Zielkonflikten und Lehrmotivation von Nachwuchswissenschaftlerinnen und Nachwuchswissenschaftlern an deutschen Universitäten“. Von 2015 bis 2017 leitete sie ein Projekt zur heterogenitätsorientierten Lehre.
Seit Ende 2019 ist sie mit Veith Lemmen, SPD-Bürgermeister der Stadt Werther, verheiratet. Gemeinsam haben sie einen 2020 geborenen Sohn.

## Politik
2005 trat Esdar in die SPD ein. Als Mitglied der Juso-Hochschulgruppe war sie als Vertreterin in diversen Hochschulgremien aktiv. 2011 übernahm sie das Amt der Vorsitzenden der Bielefelder Jusos, welches sie bis 2014 innehatte. Von 2014 bis 2017 war sie direkt gewähltes Bielefelder Ratsmitglied für den Wahlbezirk Sudbrack. Im Rat war sie jugendpolitische Sprecherin der SPD-Ratsfraktion und Mitglied im Finanz- und Personalausschuss. Seit März 2016 ist sie Vorsitzende der SPD Bielefeld.
Auf dem SPD-Parteitag im Dezember 2017 wurde sie erstmals in den SPD-Parteivorstand gewählt und im Dezember 2019 und 2021 in diesem Amt bestätigt. Seit Juli 2018 leitet Esdar als Vorsitzende das Wissenschaftsforum der SPD. Außerdem ist sie seit Februar 2019 Mitglied des SPD-Geschichtsforums und seit März 2020 Mitglied des Wirtschaftspolitischen Beirats der SPD.
Bei der Bundestagswahl 2017 wurde sie im Wahlkreis Bielefeld – Gütersloh II als Direktkandidatin der SPD in den Bundestag gewählt. Dort gehört sie der Parlamentarischen Linken, dem linken Parteiflügel der SPD-Bundestagsfraktion an. Seit Februar 2022 ist sie eine der drei gleichberechtigten Sprecher der Parlamentarischen Linken.
In der 19. Wahlperiode war sie im Deutschen Bundestag ordentliches Mitglied im Ausschuss für Bildung und Forschung sowie im Finanzausschuss. Außerdem war sie stellvertretendes Mitglied im Sportausschuss sowie im Unterausschuss Bürgerschaftliches Engagement.
Bei der Bundestagswahl 2021 wurde sie erneut im Wahlkreis Bielefeld – Gütersloh II direkt gewählt. In der  20. Wahlperiode war sie ordentliches Mitglied des Haushaltsausschusses und in dieser Funktion die zuständige Berichterstatterin der SPD-Bundestagsfraktion für den Haushaltsplan 30, also zuständig für den Etat des Bundesministeriums für Bildung und Forschung. Zudem war Esdar Mitglied im Rechnungsprüfungsausschuss sowie im Bundesfinanzierungsgremium. Sie war stellvertretendes Mitglied im Ausschuss für Bildung, Forschung und Technikfolgenabschätzung.
Im November 2022 wurde Esdar zur Vorsitzenden des vom Haushaltsausschuss gegründeten Gremiums „Sondervermögen Bundeswehr“ gewählt.
Bei der vorgezogenen Bundestagswahl 2025 wurde Esdar erneut direkt in den Deutschen Bundestag gewählt. Am 7. Mai 2025 wurde sie zur stellvertretenden Fraktionsvorsitzenden mit der Zuständigkeit für die Bereiche Haushalt, Finanzen, Kultur, Medien und Forschung.

## Mitgliedschaften
Von 2014 bis 2019 gehörte sie den Aufsichtsräten der moBiel GmbH und der BITel Gesellschaft für Telekommunikation mbH sowie seit 2019 den Aufsichtsräten der Stadtwerke Bielefeld und der Stadtwerke Gütersloh an. Seit 2021 ist sie Aufsichtsratsvorsitzende der Stadtwerke Bielefeld und stellvertretende Aufsichtsratsvorsitzende der Stadtwerke Gütersloh.
Sie ist Mitglied der IG Metall und der Gewerkschaft Erziehung und Wissenschaft, wo sie seit einigen Jahren in der Projektgruppe „Wege zum Traumjob Wissenschaft“ auf Bundesebene mitarbeitet. Beim Bielefelder Bündnis gegen Rechts ist sie Mitinitiatorin und Sprecherin. Seit 2010 ist sie Mitglied im Kuratorium der Universitätsgesellschaft Bielefeld. Sie ist zudem Mitglied der Gesellschaft für Hochschulforschung und Mitglied im Stiftungsrat „Haus der kleinen Forscher“.